# ランシット駅
ランシット駅（ランシットえき、タイ語:สถานีรถไฟรังสิต）はタイ王国中部パトゥムターニー県タンヤブリー郡にある、タイ国有鉄道北本線及びダークレッドラインの駅。

## 概要

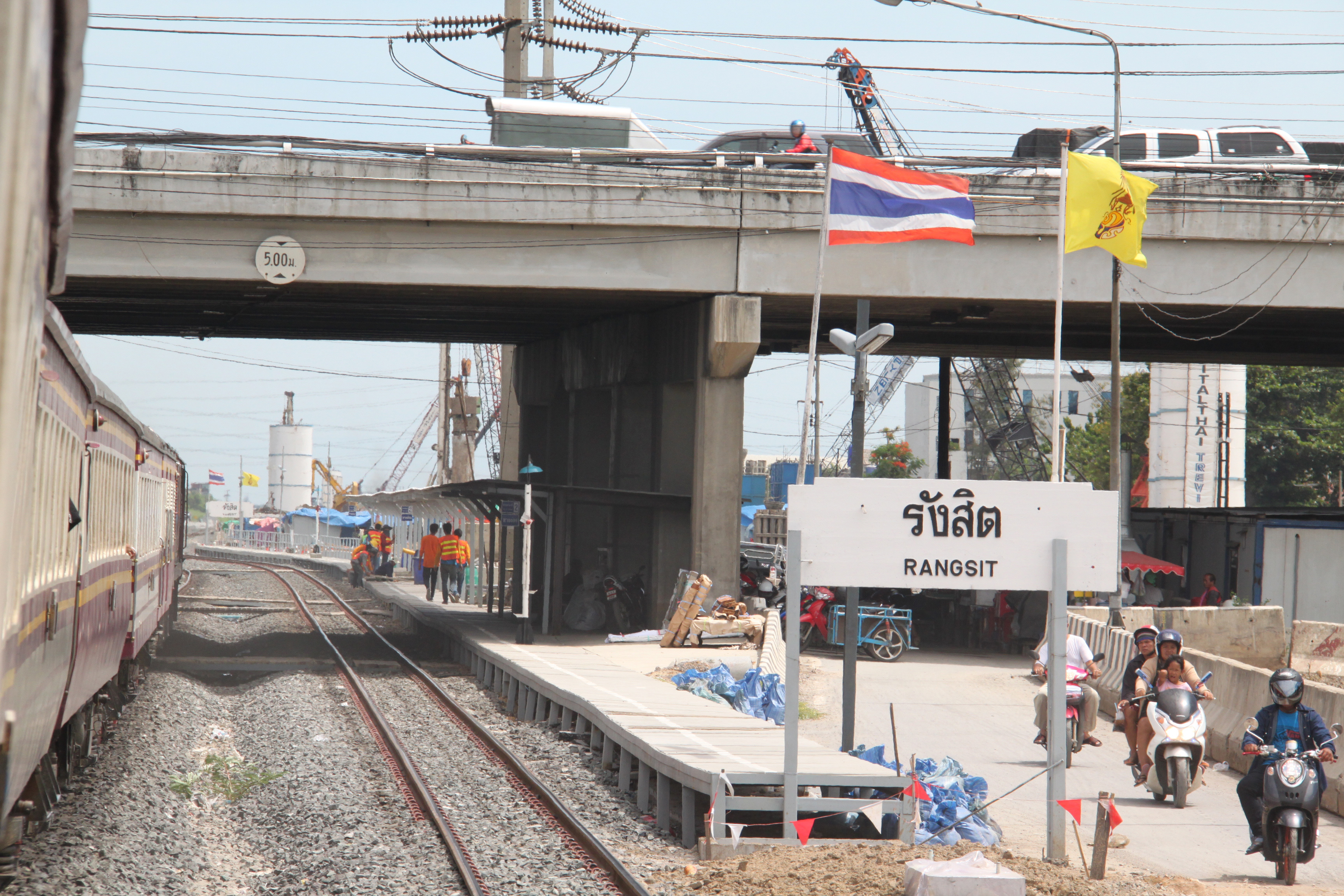
2020年まで使われた暫定駅

北本線の当駅 - バーンパーチー駅間は、1994年から2004年の改良工事で三線化されている。
当駅以南の区間については、1990年に開始されたホープウェル計画により、北本線当駅 - ヨムマラート（北本線・東線の接続予定地点） - 東線フアマーク駅間の高架化が行われる予定であったが、進捗の大幅な遅延のため同計画の事業免許は1997年に取り消され、高架化は中断した。
その後、バンコクの都市鉄道整備計画では、タイ国鉄北本線沿いにバンコク北方へ向かう路線を「ダークレッドライン（濃赤線）」として整備することとなり、第1期区間のバーンスー（現・クルンテープ・アピワット中央） - ランシット間について2010年に入札を実施した。タイ国鉄在来線の乗入れが可能な規格により、高架化・電化された都市鉄道を建設するものである。
ダークレッドラインの第1期区間であるバーンスー - ランシット間は2021年8月2日に無料運行が開始された。同年11月29日より運賃を徴取し正式開業した。

## 歴史
1897年3月26日にタイ官営鉄道最初の区間が、クルンテープ - （現）アユタヤ間に開業した。
同時開業したクローンランシット停車場はタイで最も古い駅のひとつであったが、当駅開業ののちに停車場は廃止された。当駅から約1 km南側に位置していた。
- 1897年3月26日 【開業】クルンテープ　-（現）アユタヤ (71.08 km)
- 1994年 7月10日 初代ランシット駅開業
- 2020年
  - 9月15日 クローンランシット停車場が廃止[11]
  - 12月17日 初代ランシット駅から北300mの地点に移転し、新たな橋上駅舎が供用開始[12]。
- 2021年
  - 8月2日 - ダークレッドラインの運行開始。
  - 11月29日 - ダークレッドライン正式開業[8]。

## 駅構造

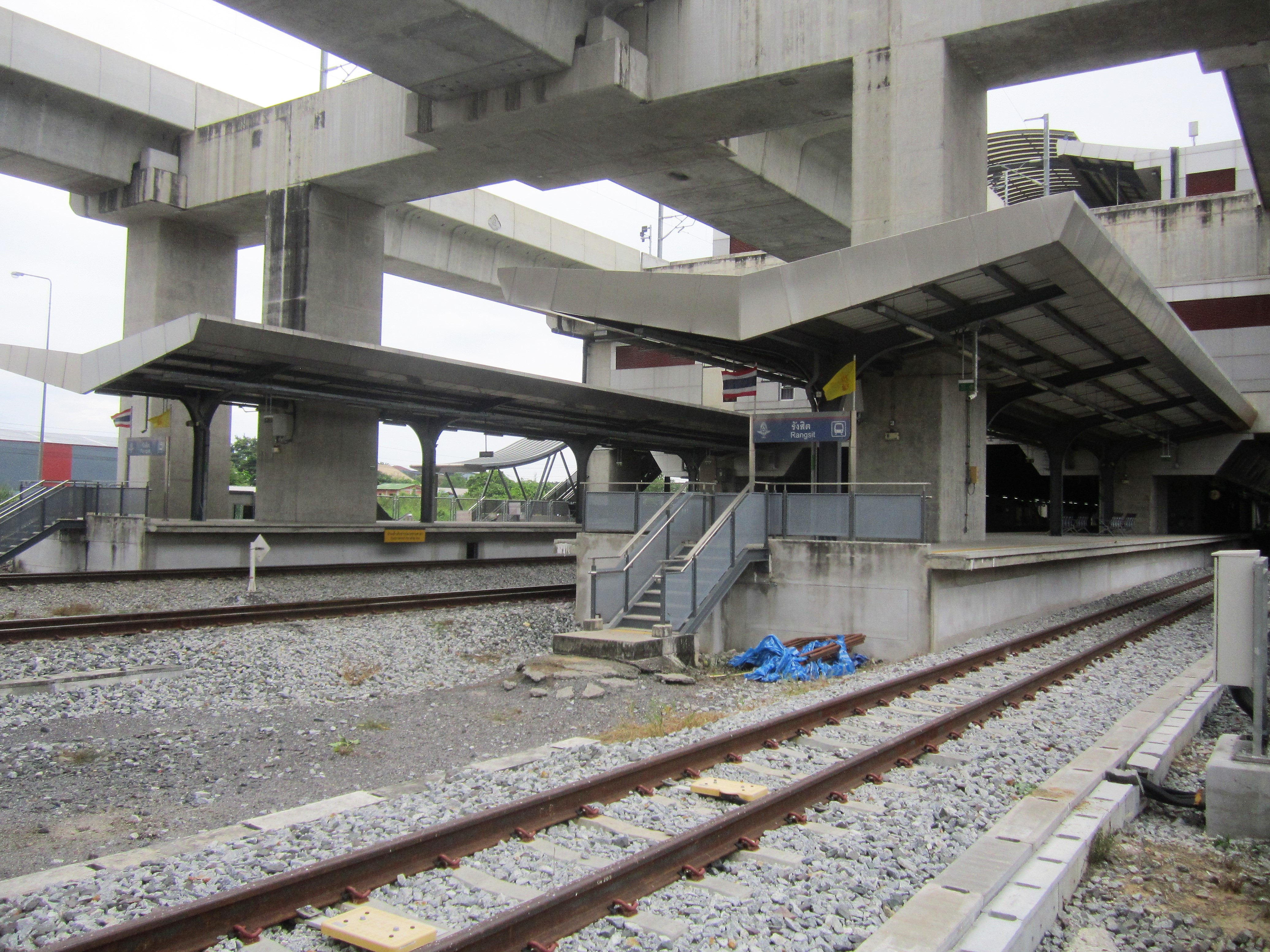
橋上駅舎化後の地上ホーム

3層構造の高架駅かつ地上駅で、乗換駅機能を備える。G階（1階）が駅出入り口と本線（北本線・東北本線）中長距離列車用ホーム、2階がコンコース、3階がダークレッドライン用ホームとなっている。2階には、自動券売機、改札口がある。G階に5 - 8番線（2面4線）、3階に1 - 4番線（2面4線）の計4面8線が設置されている。

### のりば
| 番線 | 路線               | 行先                                                 | 階層 |
| ---- | ------------------ | ---------------------------------------------------- | ---- |
| 1・2 | ダークレッドライン | 当駅止まり                                           | 3階  |
| 3・4 | ダークレッドライン | クルンテープ・アピワット中央方面                     | 3階  |
| 5・6 | 北本線、東北本線   | クルンテープ・アピワット中央、フワランポーン方面     | G階  |
| 7・8 | 北本線、東北本線   | チェンマイ、ノーンカーイ、ウボンラーチャターニー方面 | G階  |

### 旧駅時代
2000年時点は単式及び島式2面の複合型ホーム3面4線をもつ地上駅であり、駅舎はホームに面していた。

## 配線

### 本線
当駅の北側からはバーンパーチー駅に至る三線区間となり、南側はダークレッドラインを含め複々線となる。当駅構内において両者の線路は接続されていない。

### ダークレッドライン
当駅の北側には折返し線が備わる。さらに北側で地上に降下後、在来線併設の延伸予定区間となる。現在の末端部は操車場としても機能する。
南側は地上へ降下し、ラックホック駅へ至る。

## 駅周辺
- ランシットマーケット
- プラチャティパット病院
- パトゥムウェート病院
- パオロ病院ランシット
- ナコーンランシット市立幼稚園（タイ語版）
- ランサリットバイリンガルスクール
- ワークポイントエンターテインメント（タイ語版）
- プレムプラチャ寺院（タイ語版）
- フューチャーパークランシット（タイ語版）
- メジャー・シネプレックス ランシット店
- ロータス ランシット店
- ボスホテル
- ホップインランシットホテル
- ノボテルバンコクフューチャーパークランシット

やや離れてはいるが、クローンルワン郡に立ち並ぶナワナコーン工業団地やサイエンスパークの最寄り駅のひとつである。
- タイ国立科学博物館(NSM) - (20 km)
- タイ国家計量標準機関(NIMT) - (20 km)
- ラジャマンガラ工科大学 タンヤブリ校（RMUTT） - (18 km)

## 隣の駅
タイ国有鉄道
 ダークレッドライン
トゥンソンホン駅 (RN09) - ランシット駅 (RN10)
北本線、東北本線
ドンムアン駅 - ランシット駅  - クローンヌーン停車場